# Мокшан
Мокшан — робітниче селище Росії, адміністративний центр Мокшанського муніципального району Пензенської області.
| Пензенська область | Це незавершена стаття з географії Пензенської області. Ви можете допомогти проєкту, виправивши або дописавши її. |